# Verbove, Pokrovske
Verbove (în ucraineană Вербове) este un sat în comuna Vîșneve din raionul Pokrovske, regiunea Dnipropetrovsk, Ucraina.

## Demografie
Componența lingvistică a localității Verbove
     Ucraineană (94,92%)
     Rusă (5,08%)
Conform recensământului din 2001, majoritatea populației localității Verbove era vorbitoare de ucraineană (94,92%), existând în minoritate și vorbitori de rusă (5,08%).